# ثيرسا فريزر سفاغر
كانت ثيرسا آن فريزر سفاغر (16 يونيو 1930 – 23 يوليو 1999) أكاديمية أمريكية من أوائل النساء الأمريكيات الأفريقيات اللوات نلن دكتوراه في الرياضيات. وُلدت سفاغر في أوهايو وتخرجت من المدرسة الثانوية في عمر 16 عامًا، والتحقت بكلية أنطاكية في أوهايو وحصلت على درجات الدراسات العليا في جامعة ولاية أوهايو. كان فريزر سفاغر رئيسة قسم الرياضيات في جامعة سنترال ستيت في أوهايو لعقود، وأنهت مسيرتها الأكاديمية كرئيسة وعميد للشؤون الأكاديمية. استثمرت هي وزوجها، أستاذ الفيزياء ألكسندر سفاغر، أحد رواتبهما خلال مسيرتهما المهنية لبناء إرث للمنح الدراسية. بعد وفاتها، أُنشئ صندوق ثيرسا فريزر سفاغر لتقديم منح دراسية للنساء الأمريكيات الأفريقيات اللواتي يتخصصن في الرياضيات. 

## نشأتها وتعليمها
وُلدت فريزر سفاغر باسم ثيرسا آن فريزر في 16 يونيو 1930 في ويلبرفورس، أوهايو. درّست والدتها، إليزابيث آن فريزر، علم الكلام في جامعة سنترال ستيت، الجامعة التي اقتصرت على السود تاريخيًا في ويلبيرفورس، أوهايو. ترأس والدها، جي. ثورستون فرايزر، قسم الخدمات اللوجستية في قاعدة رايت باترسون للقوى الجوية في دايتون، أوهايو. كان عضوًا في أخوية كابا ألفا بي إس آي وشغل منصب حاكم المقاطعة. كان لدى فريزر سفاغر أربع شقيقات، مارغريت جين وجيني وغايل وكوني، وشقيق يدعى لافاييت (سوني).
تخرجت فريزر سفاغر من أكاديمية جامعة ويلبيرفورس التحضيرية في أوهايو في عمر 16 عامًا في عام 1947، بدرجة متفوقة في صفها. التحقت بجامعة أنطاكية، جامعة خاصة للفنون الحرة في ييلو سبرينغس، أوهايو، وتخصصت في الرياضيات، مع موضوع ثانوي في الكيمياء، ووُضعت في المرتبة 99 في امتحان طلاب السنة الأخيرة في برينستون. كانت فريزر سفاغر واحدة من أربع طالبات سوداوات فقط في جامعة أنطاكية: كانت كوريتا سكوت كينغ واحدة من الأخريات، وكانت صديقةً لسفاغر. نالت درجة البكالوريوس في الآداب من جامعة أنطاكية في عام 1951، ونالت درجة الماجستير (1952) والدكتوراه من جامعة ولاية أوهايو في كولومبوس في عام 1965، حيث كان بول رايشيلديرفر مستشار الدكتوراه الخاص بها. كانت أطروحتها بعنوان «عن نتائج التحولات المستمرة قطعًا لمساحات القياس». 

## المسيرة المهنية
عملت فريزر سفاغر لمدة عام في قاعدة رايت باتيرسون للقوى الجوية في دايتون، قبل أن تدرّس في جامعة تيكساس ساوثيرن في هيوستن. في عام 1954، انضمت إلى كلية سنترال ستيت في ويلبيرفورس.
في عام 1967، عُينت فريزر سفاغر رئيسة لقسم الرياضيات. مُنحت تثبيتًا وظيفيًا في عام 1970. أمضت صيفًا في واشنطن في عام 1966 كمحللة نظم في ناسا، وكعضو هيئة تدريسية زائر في معهد ماساتشوسيتس للتكنولوجيا في عام 1969، وفي عام 1985، أجرت دراسة ما بعد الدكتوراه في جامعة ولاية أوهايو خلال الصيف. كانت عميدة ونائبة رئيس للشؤون الأكاديمية عندما تقاعدت في عام 1993. في مارس من عام 1995، عادت لفترة قصيرة إلى جامعة سنترال ستيت كرئيسة مؤقتة.
كانت فريزر نشطة في مجال المنح الدراسية، وعملت كرئيسة للفرع المحلي لموليس، جمعية وطنية وفرت منحًا دراسية لطلاب الجامعة. كانت أيضًا عضوًا في بيتا كابا تشي، الرابطة الوطنية لعلماء الرياضيات، والجمعية الرياضية الأمريكية وشاركت في منظمة جاك وجيل أوف أمريكا. شاركت فريزر سفاغر في الاجتماع الذي أسس الجمعية الوطنية للرياضيات في عام 1969.
ألفت كتابين، كتاب جامعة سنترال ستيت كتاب الجبر الابتدائي الحديث (1969)، والرياضيات الأساسية للطلاب المبتدئين في الكلية (1976). 

## حياتها الشخصية
بينما كانت في جامعة سنترال ستيت، التقت فريزر أليكساندر سفاغر، أحد الناجين من الهولوكوست من يوغسلافيا وأستاذ الفيزياء في جامعة سنترال ستيت. تزوجا في يونيو 1968 في منزل والديها. 
توفيت ثيرسا فريزر سفاغر في 23 يوليو 1999.